# Jadwiga Bogusz-Fitio
Jadwiga Bogusz-Fitio (ur. 16 czerwca 1939 w Warszawie, zm. 14 października 2016 tamże) – polska aktorka teatralna.

## Życiorys
Po wybuchu II wojny światowej wraz z rodziną została wywieziona na roboty przymusowe do Niemiec, w okolice Baden-Baden. Po powrocie do Polski mieszkała w Otwocku. W 1959 roku rozpoczęła studia na Wydziale Aktorskim Państwowej Wyższej Szkoły Telewizyjnej i Filmowej w Łodzi, które przerwała po dwóch latach. Następnie była członkinią zespołu Wrocławskiego Teatru Pantomimy oraz została zatrudniona jako adeptka w Teatrze im. Aleksandra Fredry w Gnieźnie (1963-1964). W kolejnych latach występowała na scenach: Bałtyckiego Teatru Dramatycznego w Koszalinie (1965-1976, 1979-1985), Teatru Dramatycznego w Elblągu (1975-1979) oraz Teatru Dramatycznego w Płocku (1985-2002). Po przejściu na emeryturę przeniosła się do Warszawy, a następnie zamieszkała w Dom Artystów Weteranów Scen Polskich w Skolimowie.
W 2008 roku wystąpiła w epizodycznej roli w 1095 odcinku serialu "Plebania".
W 1986 roku otrzymała Srebrny Krzyż Zasługi.
Ok. 1967 roku w Koszalinie wyszła za mąż za aktora i śpiewaka Jerzego Fitio (1907-1982). Została pochowana na Cmentarzu Powązkowskim w Warszawie. 